# Trädet
Trädet är en tätort i Kölaby socken i Ulricehamns kommun på gränsen till Falköpings kommun. 
Ätran flyter igenom samhället. Kölaby kyrka ligger nära Trädet.

## Historia
Namnet Trädet är bestämd form av substantivet "träde" (= outnyttjad åkermark, som ligger 'i träda') och uttalas med grav accent (såsom i t.ex. orden 'flötet', 'märket'). Tätorten växte fram mellan 17 juni 1874 och 2 juni 1985 kring en post- och järnvägsstation vid Västra Centralbanan (VCJ) Falköping - Landeryd. Den fick detta namn efter en närbelägen marknadsplats.
Tidigare fanns en skola i Trädet som efter socknens namn hette Kölaby skola.

### Befolkningsutveckling
| Befolkningsutvecklingen i Trädet 1960–2020 | Befolkningsutvecklingen i Trädet 1960–2020 | Befolkningsutvecklingen i Trädet 1960–2020 | Befolkningsutvecklingen i Trädet 1960–2020 | Befolkningsutvecklingen i Trädet 1960–2020 |
| ------------------------------------------ | ------------------------------------------ | ------------------------------------------ | ------------------------------------------ | ------------------------------------------ |
|                                            |                                            |                                            |                                            |                                            |
| År                                         |                                            |                                            | Folkmängd                                  | Areal (ha)                                 |
| 1960                                       | 1960                                       |                                            | 383                                        |                                            |
| 1965                                       | 1965                                       |                                            | 366                                        |                                            |
| 1970                                       | 1970                                       |                                            | 364                                        |                                            |
| 1975                                       | 1975                                       |                                            | 346                                        |                                            |
| 1980                                       | 1980                                       |                                            | 350                                        |                                            |
| 1990                                       | 1990                                       |                                            | 358                                        | 56                                         |
| 1995                                       | 1995                                       |                                            | 321                                        | 56                                         |
| 2000                                       | 2000                                       |                                            | 290                                        | 56                                         |
| 2005                                       | 2005                                       |                                            | 280                                        | 56                                         |
| 2010                                       | 2010                                       |                                            | 277                                        | 55                                         |
| 2015                                       | 2015                                       |                                            | 296                                        | 69                                         |
| 2020                                       | 2020                                       |                                            | 279                                        | 67                                         |
|                                            |                                            |                                            |                                            |                                            |

## Samhället
Räddningstjänsten har en deltidsstation med 2+1-styrka som har 7 minuter anspänningstid placerad i samhället.

## Evenemang
Trädets Marknad (Träska Marten) hålls varje år första lördagen i september.

## Idrott
1931 grundades Trädets IF med hemmaplan "Arena Vallensås". 1990 startades fotbollskubben Åsarp/Trädets FK i ett samarbete med Åsarps IF. År 2017 spelar man i division 4.